# Coppa di Francia 2020-2021
La Coppa di Francia 2020-2021 è stata la 104ª edizione della Coppa di Francia. La finale è stata disputata il 19 maggio 2021 allo Stade de France di Saint-Denis.
Il Paris Saint-Germain ha vinto il trofeo per la quattordicesima volta nella sua storia, sconfiggendo in finale il Monaco.
Il 28 ottobre il presidente Emmanuel Macron ha annunciato un secondo lockdown, sospendendo così il calcio dilettantistico francese. Dunque la FFF ha deciso di sospendere le partite rimanenti del quinto turno e le gare di sesto e settimo turno.

## Regolamento
La manifestazione è costituita da tredici turni, oltre alla finale, tutti ad eliminazione diretta.
Ai primi due turni, denominati Qualificazioni regionali, prendono parte le formazioni dilettantistiche inferiori alla quinta divisione. Al terzo turno entrano le squadre del CFA 2, quelle del CFA al quarto e quelle del Championnat National al quinto. Al settimo turno sono ammesse le dieci squadre dei paesi d'oltremare. Le squadre di Ligue 2 entrano all'ottavo turno.
ll 17 dicembre 2020, la FFF ha ufficializzato un cambio di formato per evitare di annullare l'edizione del torneo. La FFF ha deciso di dividere la competizione in due percorsi. Nel percorso "Altri club": 124 squadre si sfidano a partire dal settimo turno fino ad arrivare 31 squadre ai trentaduesimi. Ai trentaduesimi di finale entrano le due vincitrici dei play-off d'oltremare dell'ottavo turno e la vincitrice del play-off della Martinica del settimo turno. Nel percorso "L1-L2'' le 20 squadre di Ligue 2 si sfidano e i 10 vincitori si aggiungono alle 20 squadre di Ligue 1. Ai sedicesimi i due percorsi si uniscono, 15 partecipanti dal percorso "L1-L2" e 17 dal percorso "Altri Club"
In caso di parità dopo i 90 minuti (fatta eccezione per la finale), si andranno a battere i tiri di rigore (senza disputare dunque i tempi supplementari).

## Cambiamenti
Eccezionalmente per questa stagione, le squadre di Ligue 2 entreranno all'ottavo turno anziché al settimo. Sono aboliti i tempi supplementari. A causa delle restrizioni agli spostamenti causate dalla pandemia, la squadra rappresentante di Saint-Pierre e Miquelon non ha potuto proseguire la competizione oltre il secondo turno e le squadre di Nuova Caledonia e Tahiti non hanno potuto disputare la coppa.
ll 17 dicembre 2020, la FFF ha ufficializzato un cambio di formato per evitare di annullare l'edizione del torneo. La FFF ha deciso di dividere la competizione in due percorsi. Nel percorso "Altri club": 124 squadre si sfidano a partire dal settimo turno fino ad arrivare 31 squadre ai trentaduesimi. Ai trentaduesimi di finale entrano le due vincitrici dei play-off d'oltremare dell'ottavo turno e la vincitrice del play-off della Martinica del settimo turno. Nel percorso "L1-L2'' le 20 squadre di Ligue 2 si sfidano e i 10 vincitori si aggiungono alle 20 squadre di Ligue 1. Ai sedicesimi i due percorsi si uniscono, 15 partecipanti dal percorso "L1-L2" e 17 dal percorso "Altri Club".

## Calendario

### Percorso club 3°-ultimo livello
| Fase                    | Turno                   | Data                  | Partite | Squadre     | Squadre entrate | Campionati entranti                                            |
| ----------------------- | ----------------------- | --------------------- | ------- | ----------- | --------------- | -------------------------------------------------------------- |
| Turni di qualificazione | Turno preliminare       | Date regionali        | 706     | 1412 → 706  | 1412            | Divisioni regionali                                            |
| Turni di qualificazione | Primo Turno             | Date regionali        | 3348    | 6696 → 3348 | 5990            | Divisioni regionali                                            |
| Turni di qualificazione | Secondo Turno           | Date regionali        | 1674    | 3348 → 1674 |                 |                                                                |
| Turni di qualificazione | Terzo Turno             | 20 settembre 2020     | 903     | 1808 → 904  | 134             | •Championnat National 3•Rappresentante Saint Pierre e Miquelon |
| Turni di qualificazione | Quarto Turno            | 4 ottobre 2020        | 478     | 956 → 478   | 52              | •Championnat National 2                                        |
| Turni di qualificazione | Quinto Turno            | 18 ottobre 2020       | 248     | 496 → 248   | 18              | •Championnat National                                          |
| Turni di qualificazione | Sesto Turno             | 1º novembre 2020      | 124     | 248 → 124   |                 |                                                                |
| Fase nazionale          | Settimo Turno           | 21-22 novembre 2020   | 62      | 124 → 62    |                 |                                                                |
| Fase nazionale          | Ottavo Turno            | 12-13 dicembre 2020   | 41      | 62 → 31     |                 |                                                                |
| Fase finale             | Trentaduesimi di finale | 9-10-11 febbraio 2021 | 17      | 34 → 17     | 3               | •Vincitori dei play-off tra squadre d'oltremare                |

### Percorso squadre 1°-2° livello
| Fase           | Turno                   | Data                  | Partite | Squadre | Squadre entrate | Campionati entranti |
| -------------- | ----------------------- | --------------------- | ------- | ------- | --------------- | ------------------- |
| Fase nazionale | Ottavo turno            | 19-20 gennaio 2021    | 10      | 20 → 10 | 20              | •Ligue 2            |
| Fase finale    | Trentaduesimi di finale | 9-10-11 febbraio 2021 | 15      | 30 → 15 | 20              | •Ligue 1            |

### Riunificazione percorsi
| Fase        | Turno                | Data              | Partite | Squadre |
| ----------- | -------------------- | ----------------- | ------- | ------- |
| Fase finale | Sedicesimi di finale | 5-8 marzo 2021    | 16      | 32 → 16 |
| Fase finale | Ottavi di finale     | 5-8 marzo 2021    | 8       | 16 → 8  |
| Fase finale | Quarti di finale     | 6-7-8 aprile 2021 | 4       | 8 → 4   |
| Fase finale | Semifinali           | 12 maggio 2021    | 2       | 4 → 2   |
| Fase finale | Finale               | 19 maggio 2021    | 1       | 2 → 1   |

## Partite

### Fase eliminatoria

#### Primi 6 turni
I primi sei turni (oppure sette laddove si disputa il turno preliminare) sono organizzati dalle rispettive leghe regionali o di oltremare. Al terzo turno entrano le squadre di National 3 e la squadra rappresentante di Saint Pierre e Miquelon. Al quarto turno e al quinto turno entrano rispettivamente le squadre di National 2 e Championnat National.

### Fase finale

#### Trentaduesimi di finale

##### Percorso Ligue 1 e Ligue 2
| Squadra 1        | Risultato | Squadra 2           |
| ---------------- | --------- | ------------------- |
| 9 febbraio 2021  |           |                     |
| Lorient          | 2 - 1     | Paris FC            |
| Stade Reims      | 3 - 4     | Valenciennes        |
| Olympique Lione  | 5 - 1     | Ajaccio             |
| 10 febbraio 2021 |           |                     |
| Auxerre          | 0 - 2     | Olympique Marsiglia |
| Bordeaux         | 0 - 2     | Tolosa              |
| Grenoble         | 0 - 1     | Monaco              |
| Nantes           | 2 - 4     | Lens                |
| Strasburgo       | 0 - 2     | Montpellier         |
| Amiens           | 1 - 2     | Metz                |
| Brest            | 2 - 1     | Rodez               |
| Nîmes            | 1 - 3     | Nizza               |
| Digione          | 0 - 1     | Lilla               |
| Caen             | 0 - 1     | Paris Saint-Germain |
| 11 febbraio 2021 |           |                     |
| Sochaux          | 1 - 0     | Saint-Étienne       |
| Angers           | 2 - 1     | Rennes              |

#### Sedicesimi di finale
| Squadra 1             | Risultato       | Squadra 2           |
| --------------------- | --------------- | ------------------- |
| 5 marzo 2021          |                 |                     |
| Aubagne               | 0 - 2           | Tolosa              |
| Beauvais              | 0 - 2           | Boulogne            |
| 6 marzo 2021          |                 |                     |
| Olympique Alès        | 1 - 2           | Montpellier         |
| GFA Rumilly Vallières | 1 - 1 (6-5 dtr) | Annecy              |
| Red Star              | 3 - 2           | Lens                |
| Saint-Louis Neuweg    | 0 - 2           | Sedan               |
| Le Puy                | 1 - 0           | Lorient             |
| Olympique Saumur      | 3 - 3 (4-3 dtr) | Montagnarde         |
| Valenciennes          | 0 - 4           | Metz                |
| Olympique Lione       | 5 - 2           | Sochaux             |
| Brest                 | 0 - 3           | Paris Saint-Germain |
| 7 marzo 2021          |                 |                     |
| Angers                | 5 - 0           | Club Franciscain    |
| Gazélec Ajaccio       | 1 - 3           | Lilla               |
| Romorantin            | 1 - 3           | Voltigeurs          |
| Canet Roussillon      | 2 - 1           | Olympique Marsiglia |
| 8 marzo 2021          |                 |                     |
| Nizza                 | 0 - 2           | Monaco              |

#### Ottavi di finale
| Squadra 1             | Risultato       | Squadra 2       |
| --------------------- | --------------- | --------------- |
| 17 marzo 2021         |                 |                 |
| Paris Saint-Germain   | 3 - 0           | Lilla           |
| 6 aprile 2021         |                 |                 |
| Monaco                | 0 - 0 (5-4 dtr) | Metz            |
| 7 aprile 2021         |                 |                 |
| GFA Rumilly Vallières | 4 - 0           | Le Puy          |
| Sedan                 | 0 - 1           | Angers          |
| Canet Roussillon      | 1 - 0           | Boulogne        |
| Voltigeurs            | 0 - 1           | Montpellier     |
| Olympique Saumur      | 1 - 2           | Tolosa          |
| 8 aprile 2021         |                 |                 |
| Red Star              | 2 - 2 (4-5 dtr) | Olympique Lione |

#### Quarti di finale
| Squadra 1             | Risultato | Squadra 2   |
| --------------------- | --------- | ----------- |
| 20 aprile 2021        |           |             |
| GFA Rumilly-Vallières | 2 - 0     | Tolosa      |
| Canet Roussillon      | 1 - 2     | Montpellier |
| 21 aprile 2021        |           |             |
| Paris Saint-Germain   | 5 - 0     | Angers      |
| Olympique Lione       | 0 - 2     | Monaco      |

#### Semifinali
| Squadra 1         | Risultato       | Squadra 2           |
| ----------------- | --------------- | ------------------- |
| 12 maggio 2021    |                 |                     |
| Montpellier       | 2 - 2 (5-6 dtr) | Paris Saint-Germain |
| 13 maggio 2021    |                 |                     |
| Rumilly-Vallières | 1 - 5           | Monaco              |

#### Finale
| Arbitro: | Letexier |

|  |           |                       |
|  | Marcatori | 19’ Icardi 81’ Mbappé |

| Monaco | Paris Saint-Germain |

| P           | 1  | Radosław Majecki    |  |     |
| D           | 29 | Djibril Sidibé      |  |     |
| D           | 20 | Axel Disasi         |  | 74’ |
| D           | 3  | Guillermo Maripán   |  |     |
| D           | 12 | Caio Henrique       |  |     |
| C           | 8  | Aurélien Tchouaméni |  |     |
| C           | 17 | Aleksandr Golovin   |  |     |
| C           | 22 | Youssouf Fofana     |  | 60’ |
| A           | 26 | Ruben Aguilar       |  | 46’ |
| A           | 31 | Kevin Volland       |  | 74’ |
| A           | 9  | Wissam Ben Yedder   |  | 60’ |
| Sostituti:  |    |                     |  |     |
| P           | 30 | Vito Mannone        |  |     |
| D           | 2  | Fodé Ballo-Touré    |  |     |
| D           | 32 | Benoît Badiashile   |  | 74’ |
| D           | 34 | Chrislain Matsima   |  |     |
| C           | 4  | Cesc Fàbregas       |  | 74’ |
| C           | 11 | Gelson Martins      |  | 60’ |
| C           | 36 | Eliot Matazo        |  |     |
| A           | 10 | Stevan Jovetić      |  | 60’ |
| A           | 27 | Krépin Diatta       |  | 46’ |
| Allenatore: |    |                     |  |     |
| Niko Kovač  |    |                     |  |     |

| P                   | 1  | Keylor Navas        |     |     |
| D                   | 24 | Alessandro Florenzi |     | 68’ |
| D                   | 5  | Marquinhos          | 86’ |     |
| D                   | 4  | Thilo Kehrer        |     |     |
| D                   | 22 | Abdou Diallo        |     |     |
| C                   | 8  | Leandro Paredes     |     | 79’ |
| C                   | 15 | Danilo Pereira      |     |     |
| C                   | 27 | Idrissa Gueye       |     |     |
| A                   | 11 | Ángel Di María      |     | 90’ |
| A                   | 9  | Mauro Icardi        |     | 79’ |
| A                   | 7  | Kylian Mbappé       |     |     |
| Sostituti:          |    |                     |     |     |
| P                   | 16 | Sergio Rico         |     |     |
| D                   | 25 | Mitchel Bakker      |     |     |
| D                   | 31 | Colin Dagba         |     | 68’ |
| D                   | 32 | Timothée Pembélé    |     |     |
| C                   | 12 | Rafinha             |     |     |
| C                   | 19 | Pablo Sarabia       |     | 90’ |
| C                   | 21 | Ander Herrera       |     | 79’ |
| C                   | 23 | Julian Draxler      |     |     |
| A                   | 18 | Moise Kean          |     | 79’ |
| Allenatore:         |    |                     |     |     |
| Mauricio Pochettino |    |                     |     |     |

## Statistiche

### Classifica marcatori
| Gol | Rigori |  | Giocatore      | Squadra             |
| --- | ------ |  | -------------- | ------------------- |
| 7   | 1      |  | Kylian Mbappé  | Paris Saint-Germain |
| 5   |        |  | Mauro Icardi   | Paris Saint-Germain |
| 4   | 1      |  | Andy Delort    | Montpellier         |
| 3   |        |  | Chris Bedia    | Sochaux             |
| 3   |        |  | Rayan Cherki   | Olympique Lione     |
| 3   | 1      |  | Angelo Fulgini | Angers              |